# Roberto de Visiani
Roberto de Visiani, född 9 april 1800 i Šibenik, död 4 maj 1878 i Padua, var en italiensk botaniker. 
Visiani var professor i botanik i Padua och mest känd för sitt betydande verk Flora dalmatica (tre band, 1842–1852, med 55 kolorerade tavlor). Auktorsnamnet Vis. kan användas för Roberto de Visiani i samband med ett vetenskapligt namn inom botaniken; se Wikipediaartiklar som länkar till auktorsnamnet.